# Tøger Seidenfaden
Tøger Seidenfaden, född den 28 april 1957, död den 27 januari 2011 (i malignt melanom), var en framträdande dansk tidningsredaktör.
Seidenfaden var mest känd för sin tid på den danska dagstidningen Politiken, där han var ansvarig utgivare och chefredaktör från den 1 oktober 1993 till sin död. Dessförinnan hade han varit utrikesredaktör och chefredaktör på Weekendavisen, samt administrerande direktör för danska TV2. Han blev 1993 utnämnd till Dannebrogsriddare.
Seidenfaden var son till tidigare chefredaktören på Dagbladet Information Erik Seidenfaden (1910-1990) och teologen Lone Knutzon (1923-1978), dotter till skådespelaren och sceninstruktören Per Knutzon. Han gifte sig 1989 med journalist Tine Eiby. Tillsammans med henne hade han tre söner.
Seidenfaden var en tongivande röst, som satte sin prägel på samhällsdebatten i Danmark, och han kom ofta med initiativ för att rikta uppmärksamheten mot områden, som han menade var problemfyllda. Inte minst var han aktiv i samband med Muhammedkrisen.